# Pokrov (Dnipropetrovsk)
Pokrov (en ucraniano: Покров) es una ciudad minera ucraniana perteneciente al óblast de Dnipropetrovsk. Situado en el centro del país, es parte del raión de Níkopol y del municipio (hromada) homónimo. La ciudad se integra en la aglomeración de Níkopol.

## Toponimia
El nombre de la ciudad en ruso también es Pokrov (en ruso: Покров), al igual que otras 8 localidades en Ucrania. Hasta 2016, la ciudad se conocía como Ordzhonikidze. El 2 de abril de 2016, la Rada Suprema decidió cambiar el nombre de Ordzhonikidze (en ucraniano: Орджонікідзе; en ruso: Брагиновка) a Pokrov de acuerdo con la ley que prohíbe los nombres de origen comunista, ya que el nombre anterior derivaba del bolchevique Sergó Ordzhonikidze.

## Geografía
Pokrov es un importante centro minero de la región histórica de Campos Salvajes, 25 km de al nordeste de Níkopol, 63 km al sureste de Krivói Rog y 110 km al suroeste de Dnipró. La ciudad se encuentra en el margen izquierdo del río Bazavluk, en su confluencia con el río Solona y el Kamianka.

### Clima
El clima es continental templado. La temperatura media de enero oscila entre -5 °C y -6,5 °C en el noreste; mientras que en julio cambia entre 23,5 °C y 22 °C. La precipitación anual es de alrededor de 425 mm.

## Historia
En 1971, el arqueólogo ucraniano Boris Mozolevski descubrió un gran pectoral dorado en Tovsta Mohyla, sitio arqueológico situado cerca de Pokrov. Probablemente perteneció a un jefe escita del siglo III a. C., pero probablemente fue elaborado por artesanos griegos de la península de Crimea. El pectoral se conserva en el Museo Nacional de Historia de Ucrania en Kiev.
Pokrov se encuentra en el sitio del Sich de Chortomlik del siglo XVII.
En 1883, el ingeniero geólogo ruso Valerian Domger descubrió ricos depósitos de mineral de manganeso en una cuenca del río Solona. Desde entonces, comenzaron a aparecer en la zona pueblos mineros como Prichepilivka. En 1886, en lugar donde está Pokrov se abrieron las canteras de Pokrovski. 
Tras la revolución rusa de 1917, se formaron destacamentos bolcheviques en Níkopol y muchas otras ciudades, cuyo núcleo eran los mineros de las minas de Pokrovski. A principios de abril de 1918, las tropas austroalemanas capturaron las minas de Pokrovski. Después de la expulsión de los conquistadores austro-alemanes, se restableció el poder soviético hasta agosto de 1919, cuando llegó el Ejército Blanco de Antón Denikin. En 1920, esta zona fue conquistada por el cuerpo de caballería del general Babiev del Ejército de Piotr Wrangel, que fue derrotado por unidades del Ejército Rojo en octubre del mismo año.
En la industrialización de la URSS, se intensificó el desarrollo de la industria minera, y en 1934, en la mina Sergó Ordzhonikidze surgió un pueblo minero.
Durante la Segunda Guerra Mundial, la localidad de Ordzhonikidze fue ocupada por tropas alemanas el 18 de agosto de 1941 y liberada por tropas soviéticas el 4 de febrero de 1944.
La extracción se efectuaba en minas subterráneas hasta 1952, cuando se comenzaron a realizar a cielo abierto. La ciudad de Ordzhonikidze se estableció en 1956 cuando varios asentamientos mineros de la mina Ordzhonikidze se fusionaron en una ciudad. El 4 de enero de 1965, Ordzhonikidze se convirtió en ciudad de importancia regional.
Hasta el 18 de julio de 2020, Pokrov sirvió como ciudad de importancia regional. El estatus fue abolido en julio de 2020 como parte de la reforma administrativa de Ucrania, que redujo el número de raiones del óblast de Dnipropetrovsk a siete. La ciudad se fusionó con el raión de Níkopol.

## Demografía
La evolución de la población de Pokrov entre 1939 y 2022 fue la siguiente:
| 3985                                                          | 17 523 | 40 126 | 40 545 | 45 806 | 44 834 | 43 141 | 41 894 | 41 374 | 40 090 | 37 493 |
| (Fuente: Cities & Towns of Ukraine y UKRAINE: Größere Städte) |        |        |        |        |        |        |        |        |        |        |

Según el censo de 2001, el 75,27% de la población son ucranianos y el 22,05% son rusos. En cuanto al idioma, la lengua materna de la mayoría de los habitantes, el 66,94%, es el ucraniano; del 32,47%, el ruso.

## Infraestructura

### Transporte
Cerca de la ciudad discurre la carretera T-0423. A 5 km de la ciudad se encuentra la estación de tren de Chertomlik,en la línea Zaporiyia-Apóstolove.

## Galería

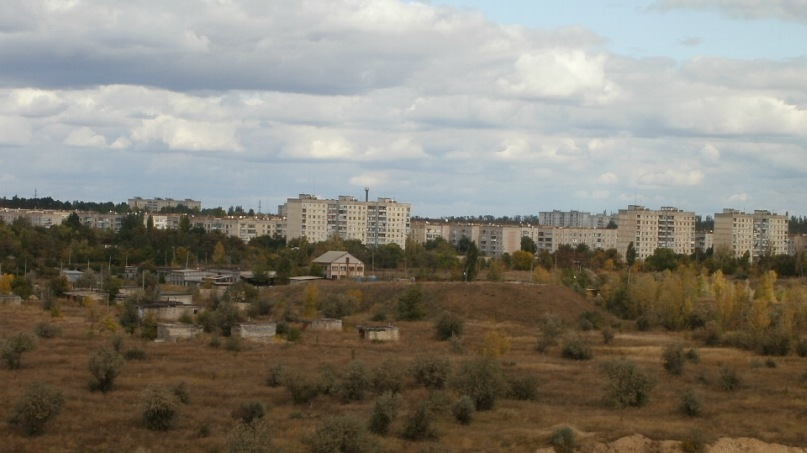
Bloques de pisos en Pokrov
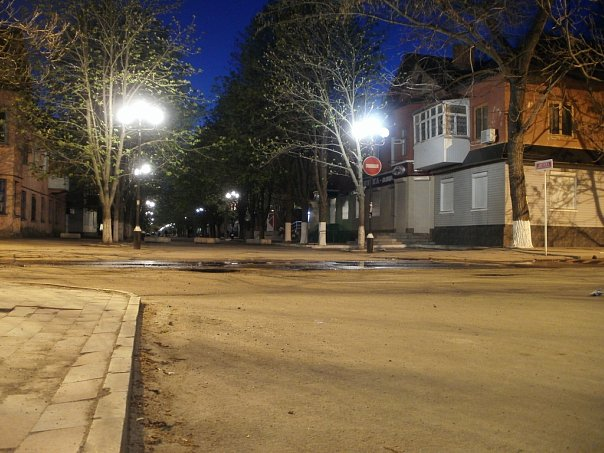
Calles del centro de la ciudad
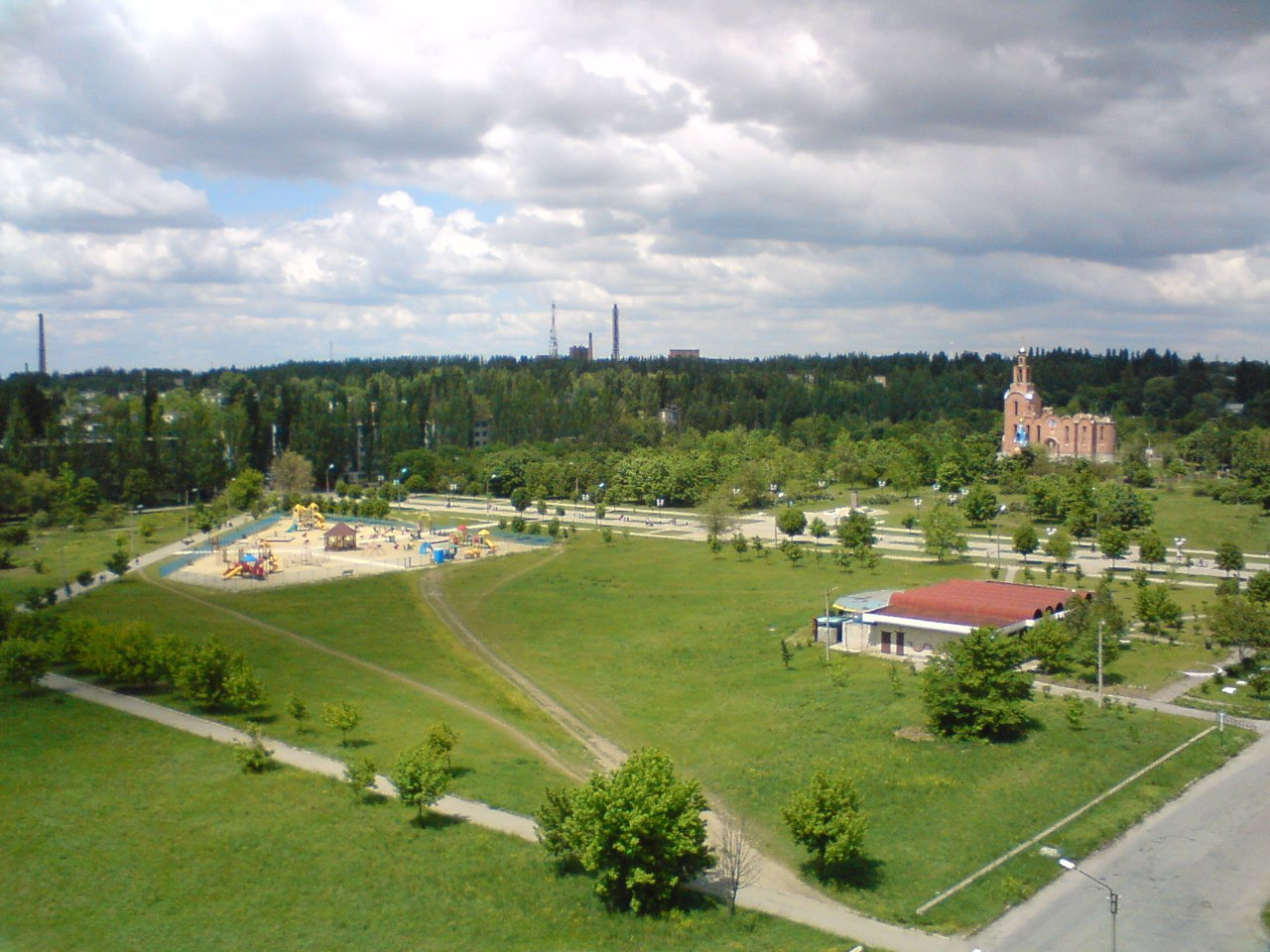
Parque de Pokrov
Monumento a Taras Shevchenko

## Personas ilustres
- Dasha Astafieva (1985): modelo, cantante, presentadora de televisión y actriz ucraniana.